# Rozwój mózgowia człowieka
Rozwój mózgowia – proces zachodzący podczas embriogenezy, w wyniku którego wykształca się mózgowie.

## Rozwój anatomiczny
Z ektodermy różnicuje się neuroektoderma, z której wytwarza się płytka nerwowa (18–19 dzień rozwoju) przekształcająca się w rynienkę nerwową. Między 22–25 dniem rozwoju boki rynienki zrastają się i powstaje cewa nerwowa, której światło określa się jako kanał nerwowy. Nieprawidłowości tego procesu prowadzą do powstawania zespołów dysrafii. Z części głowowej cewy nerwowej wykształcają się pierwotne pęcherzyki mózgowe (pierwszy w 4 tygodniu rozwoju zarodka): przodomózgowie, śródmózgowie, tyłomózgowie. W tym samym czasie powstają zgięcia: ciemieniowe – w miejscu przyszłego śródmózgowia, szyjne – na granicy części mózgowej i rdzeniowej cewy nerwowej oraz mostowe – zwrócone w stronę brzuszną, jest zlokalizowane pomiędzy wymienionymi zgięciami. Z pęcherzyków pierwotnych wykształcają się z czasem pęcherzyki wtórne: kresomózgowie i międzymózgowie z przodomózgowia oraz tyłomózgowie wtórne i rdzeniomózgowie z tyłomózgowia. Z kresomózgowia uwypuklają się symetrycznie dwa pęcherzyki – kresomózgowia boczne, stanowiące zawiązek półkul mózgowych. W międzymózgowiu znajdują się pęcherzyki oczne, z których rozwiną się pęczki wzrokowe i siatkówka.
W 2 miesiącu rozwoju dochodzi do pokrycia międzymózgowia przez kresomózgowie. W kolejnym wytwarza się spoidło przednie a następnie spoidło wielkie. W tym czasie zaczyna także kształtować się móżdżek a z kanału nerwowego głowowej części cewy nerwowej – układ komorowy składający się z dwóch komór bocznych w kresomózgowiu bocznym, łączących się przez otwór międzykomorowy z komorą trzecią znajdującą się w międzymózgowiu oraz wodociągu mózgu łączącego komorę trzecią z komorą czwartą w tyłomózgowiu.
Pod koniec 3 miesiąca większość tętnic mózgu jest już wykształcona.
W 4 miesiącu życia płodowego rozpoczyna się gyryfikacja, która nie kończy się w okresie życia płodowego. W tym samym czasie dochodzi do różnicowania się kory mózgu na korę nową (neocortex) złożoną z 6 warstw, korę dawną (paleocortex) oraz korę starą (archicortex) składające się z 3 warstw.

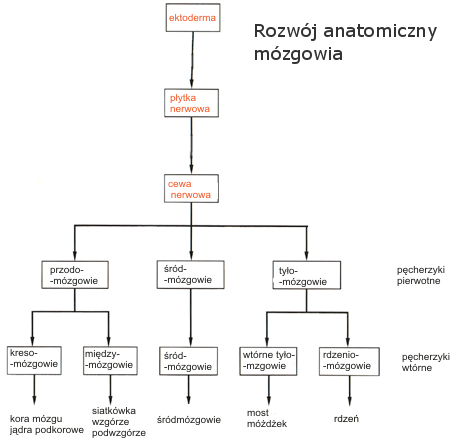
Schemat rozwoju anatomicznego mózgowia

W ontogenetycznie w pełni wykształconym mózgu można wyróżnić następujące części:
- kresomózgowie
  - kresomózgowie boczne
  - kresomózgowie środkowe
- międzymózgowie
  - wzgórze
  - podwzgórze
  - niskowzgórze
- śródmózgowie
  - konary mózgu
  - pokrywa śródmózgowia
- tyłomózgowie wtórne
  - most
  - móżdżek
- rdzeniomózgowie
  - rdzeń przedłużony
  - blaszka pokrywowa komory czwartej

## Proces migracji
Z komórek macierzy znajdującej się wokół komór począwszy od 2. miesiąca zaczynają migrować neuroblasty. Kolejność migracji odpowiada wiekowi filogenetycznemu poszczególnych części mózgowia. Na początku neuroblasty migrują do wzgórza i podwzgórza (2–3. miesiąc), następnie do kory starej (do końca 4. miesiąca) i prążkowia (do końca 6. miesiąca).
Migracja do kory nowej odbywa się najdłużej i prawdopodobnie nie kończy się za życia płodowego (według badań przeprowadzonych przez Petera Erikssona i Freda Gage'a w 1998 r.). Ukierunkowane dojrzewanie neuroblastów rozpoczynające się po zakończeniu migracji jest procesem, dzięki któremu komórki specjalizują się do wykonywania czynności odpowiednich do swej lokalizacji w mózgu. Dojrzałe komórki nerwowe nie posiadają już możliwości podziału.

## Dalszy rozwój
Istotnymi elementami w toku dalszego rozwoju są mielinizacja oraz wytwarzanie nowych połączeń synaptycznych.
Połączenia synaptyczne są widoczne już w okresie okołoporodowym, natomiast znaczny wzrost ich liczby oraz aktywności obserwuje się podczas zdobywania nowych umiejętności w ciągu życia.
Mielinizacja w ośrodkowym układzie nerwowym odbywa się dzięki oligodendrocytom. Obecność osłonek mielinowych istotnie zwiększa szybkość przewodzenia impulsów przez włókna nerwowe. Przed porodem zmielinizowane są jedynie włókna przebiegające przez podwzgórze oraz w jądrach podkorowych. Dalsza mielinizacja w pierwszych latach życia dotyczy dróg piramidowych oraz układu siatkowatego. W korowych włóknach kojarzeniowych mielinizacja nie kończy się przed 20. rokiem życia.

## Kamienie milowe w rozwoju mózgowia
| Dzień | Krok w rozwoju                                 | Źródło                                       |
| 33    | pojawia się spoidło tylne                      | [ 2 ]                                        |
| 33    | pojawia się pęczek przyśrodkowy przodomózgowia | [ 2 ]                                        |
| 44    | pojawia się droga suteczkowo-wzgórzowa         | [ 2 ]                                        |
| 44    | pojawia się prążek rdzenny wzgórza             | [ 2 ]                                        |
| 51    | aksony w szypule wzrokowej                     | [ 3 ]                                        |
| 56    | pojawia się torebka zewnętrzna                 | [ 2 ]                                        |
| 56    | pojawia się prążek krańcowy                    | [ 2 ]                                        |
| 60    | włókna wzrokowe przenikają ośrodek wzroku      | [ 3 ]                                        |
| 63    | pojawia się torebka wewnętrzna                 | [ 2 ]                                        |
| 63    | pojawia się sklepienie                         | [ 2 ]                                        |
| 70    | pojawia się spoidło przednie                   | [ 2 ]                                        |
| 77    | pojawia się hipokamp                           | [ 2 ]                                        |
| 87,5  | pojawia się ciało modzelowate                  | [ 2 ]                                        |
| 157,5 | zdolność do otwierania oczu                    | Kurjak et al. (2004); Campbell et al. (2005) |